# Air Finland
Air Finland, tên đầy đủ Oy Air Finland Limited là hãng hàng không của Phần Lan, trụ sở ở Helsinki. Hãng có căn cứ tại Sân bay Helsinki-Vantaa. Air Finland có các tuyến bay chở khách và các chuyến bay thuê bao tới 16 điểm đến thường xuyên cùng khoảng 70 điểm đến không thường xuyên khác.

## Lịch sử
Air Finland được thành lập vào tháng 1 năm 2002 bởi 5 thương gia trong các ngành Tài chính, Hàng không và Du lịch của Phần Lan (Anssi Kivelä, Jussi Kivelä, Harry Naivo, Mika Helenius và Lauri Komi). Hãng bắt đầu hoạt động từ ngày 3.4.2003 và đã chở được 89.000 hành khách trong năm đầu. Năm 2004, hãng chở được trên 310.000 lượt khách và từ năm 2005, mỗi năm chở được hơn 400.000 lượt khách. Hiện nay hãng có 210 nhân viên (tháng 3/2007)

## Các điểm đến thường xuyên
- Ai Cập

- Sharm el-Sheik

- Áo

- Salzburg

- Gambia

- Banjul

- Ấn Độ

- Goa

- Đan Mạch

- Copenhagen

- Oman

- Muscat
- Salalah

- Tây Ban Nha

- Alicante
- Las Palmas
- Málaga
- Tenerife

- Thái Lan

- Bangkok
- Phuket

- Thụy Điển

- Göteborg
- Stockholm

- Venezuela

- Đảo Margarita

Ngoài 16 điểm đến thường xuyên kể trên, hãng còn có khoảng 70 điểm đến không thường xuyên khác, chủ yếu là chở các khách thuê bao tới các nơi ở châu Âu và vùng Địa Trung Hải.

## Đội máy bay
- 3 Boeing 757-200 (mỗi máy bay chở được 219 khách)[2]

Tuổi trung bình của các máy bay là 13 năm.